# Inpaer
A INPAER é uma fabricante brasileira de aeronaves e componentes aeronáuticos, fundada em 2001 por Caio Jordão, com sede em Campinas, interior do estado de São Paulo.
A INPAER é uma das 20 empresas brasileiras que desenvolvem e fabricam aeronaves de pequeno porte..

## Aviação Leve Desportiva
Em novembro de 2015, a ANAC lançou o Programa de Fomento à Certificação de Projetos de Aeronaves de Perqueno Porte, conhecido como iBR2020..
A INPAER ingressou neste programa e lançou o New Conquest 180 LSA, projetada com o objetivo de atender às novas diretrizes da agência e enquadrada na categoria ALE (Aeronave Leve Esportiva) ou LSA. O New Conquest 180 é o primeiro avião a receber a certificação ALE da ANAC. 
O Conquest 180 LSA é uma aeronave com fuselagem de compósitos e superfícies de sustentação em alumínio aeronáutico, equipado com motor Rotax 912 ULS 100hp.

## Principais projetos
- Conquest 160

- Conquest 180 LSA

- Excel
- Excel Cargo
- Colt